# Jered
Jered (hebrejski ירד) je lik iz Biblije, spomenut kao jedan od patrijarha prije potopa. 

## UBibliji
Jered je bio sin Mahalalela, unuk Kenana. U Bibliji se o njemu kaže sljedeće:
"Kad je Mahalalelu bilo šezdeset i pet godina, rodi mu se Jered."
"Kad je Jeredu bilo sto šezdeset i dvije godine, rodi mu se Henok. Po rođenju Henokovu Jered je živio osam stotina godina te mu se rodilo još sinova i kćeri. Jered poživje u svemu devet stotina šezdeset i dvije godine. Potom umrije."
Jeredov je unuk bio Metušalah.

## UKnjizi Jubileja
Prema Knjizi Jubileja, Jeredova je žena bila njegova sestrična Baraka. Bili su roditelji Henoka. Jeredova je majka bila Dina, Mahalalelova sestrična. 